# محمد باقر المهري
آية الله العظمى السيد محمد باقر بن سيد عباس الموسوي  (25 ديسمبر 1948 - 4 يوليو 2015) عالم دين ووكيل المرجعيات الشيعة في دولة الكويت، كان وكيلًا لعدد كبير من المراجع في الكويت لذلك لُقِّب بـ«وكيل المرجعيات الإسلامية في الكويت». صنَّفته النسخة العربية من سي إن إن ضمن أقوى الشخصيات الشيعية تأثيرًا في الكويت، ووصفته كلية نتانيا الأكاديمية الإسرائيلية بـ«عالم الدين الشيعي الكويتي الأبرز». درس في الحوزة العلمية في النجف على يد محمد باقر الصدر، وكان إمام مسجد الإمام علي في منطقة العمرية في الكويت، وكذلك رئيس لجنة العلاقات الإسلامية-المسيحية وأمين عام تجمع علماء المسلمين الشيعة في الكويت الذي كان من مؤسسيه. عُرف عنه دعوته الدائم للاستمساك بالوحدة الوطنية ودفاعه الدائم عن الأسرة الحاكمة في الكويت، وفي مداخلة مع شبكة أوربت الإعلامية مع المذيع محمد القحطاني قال المهري: إن تفجير المقاهي في دولة الكويت في ثمانينيات القرن الماضي والتي كانت بفعل بعض الشيعة المتعصبين كانت من باب وطني ، إلا أنه وفي مقابلة أخرى أدان محاولة تفجير موكب أمير الكويت آنذاك الشيخ جابر الأحمد الجابر الصباح ووصفها بالأعمال الإرهابية، وتربطه علاقات ببعض أفراد الأسرة الحاكمة. قام المهري بكتابة كتاب واحد يحمل اسم فلسفة الحج وأسراره عام 2014.

## الاسم والنسب
هو محمد باقر الموسوي المهري بن عباس بن محمد بن عباس بن علي بن إبراهيم بن محمد بن علي بن هيبة الله بن عبَّاد الله بن عبد الرضا بن عبد النبي بن محمد بن عبد الرضا بن عبد النبي بن علي بن أحمد المدني بن محمد بن موسى بن محمد بن أحمد بن عبد الله بن أحمد بن محمد بن جعفر بن أحمد بن محمد بن إبراهيم بن عبد الله بن أحمد بن موسى بن حسين بن إبراهيم بن حسن بن أبي يحيى محمد بن أحمد الزاهد بن إبراهيم المجاب (المدفون في حرم الإمام الحسين) بن محمد العابد بن الإمام موسى بن جعفر بن الإمام جعفر الصادق بن الإمام محمد الباقر بن الإمام علي زين العابدين بن الإمام الحسين الشهيد بن الإمام علي بن أبي طالب.
يرجع نسبه إلى الإمام موسى الكاظم (وهو نسب عائلة الموسوي)، هاجر أحد أجداده من المدينة المنورة إلى منطقة الأحساء شرقي الجزيرة العربية من قرية تويثير في الهفوف (المنطقة الشرقية في المملكة العربية السعودية) واستقر أجداده هناك قرون طويلة إلى ان انتقلو إلى في اوائل القرن التاسع عشر  الكويت، ولد محمد باقر المهري في جمادي الأول عام 1367 هـ في الكويت وكان والده عباس محمد الموسوي من كبار العلماء وأساتذة الحوزة العلمية في النجف ومن أبرز علماء الكويت، صاحب المؤلفات الكثيره في علم الفقه والأصول، صاحب كتاب الآفاضات في حكم المشكوك التذكية من الحيوانات.

## مسيرته
بدأ دراسته في الحوزة العلمية في النجف وهو في سن لم يبلغ الحلم (السطح العالي) عند مجتبى اللنكراني (الرسائل والمكاسب) و(الكفاية) عند صدرا البادكوبي وكذلك عند حسين الراستي الكاشاني وغيرهم، وبعد أن تجاوز هذه المرحلة من الدراسة حضر البحث الخارج (الفقه والأصول) لدى أبو القاسم الخوئي ومحمد باقر الصدر. انتقل المهري لاستكمال دراسته في حوزة مدينة قم بعد فترة إثرة تضييق ومطاردة أفراد النظام الصدامي له ولرموز الشيعة عمومًا.
ويعد الموسوي رئيس مجلس العلاقات الإسلامية المسيحية.يؤكد المهري دائما علي أهمية التعاون الإسلامي المسيحي من أجل فلسطين والقدس. يذكر المهري قضية القدس وفلسطين المحتلة سنويًّا، وذكر في يوم القدس العالم عام 2013: «ان القضية الفلسطينية قضية الكويت الأولى وقد سبقت كل الدول في دعمها اللا متناهي لها.».
كان الموسوي شديد اللفظ في بيانه، فوصف إسرائيل تارة بـ«الغُدة السرطانيَّة في جسم الأمَّة الإسلاميَّة» وتارة أخرى بـ«الدُويلة المجرمة»، ووصف المنادين بمنع إحياء ذكرى المولد النبوي الشريف بـ«أدعياء علم وفقه».
قام الموسوي بتأسيس الأمانة العامة لتجمّع علماء الشيعة في الكويت عام 2001 وهذا التجمع يُعرف عنه شجبه لأعمال حزب الله الكويتي.
في خُطب الجمعة التي كان يلقيها في مسجد الإمام علي في العمرية، ركَّز المهري على الوحدة الوطنيَّة والأخوة الإسلاميَّة للوقوف ضد مُخطَّطات «أعداء الإسلام»، كما طالب في أكثر من مرة بجع عاشوراء عطلة رسميَّة لأن «الحسين للجميع وليس للشيعة فقط». في إحدى رسائله، ذكر المهري عدم جواز التعرَّض لمقدسات ورموز كافة الأديان والطوائف الإسلامية وحتى المسيحيَّة، كما دعا إلى تهنئة المسيحيين بأعيادهم وفق أساسٍ فقهيٍّ وشرعي.
| محمد باقر المهري              | قبل الغزو سجنت في الكويت لأنني كنت معارضا لصدام، وقبل الغزو بشهر اطلق سراحي، حيث لم تكن هناك أي اثباتات ضدي، لقد كانت مؤامرة دولية على رموز الشيعة في كل انحاء العالم، وباعتبار ان الحكم في الكويت حكم نزيه والقضاء عادل، خرجت بريئاً من كل التهم التي نسبت اليّ، وبعد الغزو كنت من اشد المدافعين عن عودة الشرعية الدولية وعن عودة آل صباح وعن عودة الكويت وتصديت للقضية الكويتية اجتماعيا وسياسيا وماديا. كانت كل امور الكويتيين الموجودين في إيران بيدي، وبعد التحرير كانت لدي علاقات جيدة ومميزة مع الحكومة الموجودة، وارى ان حكومة آل صباح من اجود الحكومات واحسنها في المنطقة، وكذلك فان الحريات والديموقراطية الموجودة في الكويت ليست موجودة في بقية دول الخليج. | محمد باقر المهري |
| — المهري، لقاء مع جريدة القبس | |                  |

كان معارضًا للرئيس العراقي صدام حسين إلى يومنا الحاضر، وأودي في سبيلها بالاعتقال لعدة مرات، وتعرض للتعذيب في الكويت وحُكم عليه بالإعدام في العراق في عام 1989[بحاجة لمصدر] لمعاداته النظام الصدامي ومعارضته وقوف الحكومة الكويتية بجانب النظام الصدامي من قبل أن يأتي صدام ليغزو الكويت.
اُتّهم بتدبير تفجيرات مكة عام 1989[بحاجة لمصدر] ولكن تمت تبرئته من قبل السلطات السعودية، لديه علاقات واسعة مع أمراء وشيوخ الكويت ودول الخليج ويعتبر من الأشخاص المقربين من الشيخ صباح الأحمد وتتبادل الزيارات الودية بينهم بشكل مستمر وهو موضع ثفة من قِبَل السلطات الكويتيَّة. للسيد محمد باقر المهري دور بارز في الانتخابات الكويتية حيث أن رأيه في المرشحين له تأثير كبير في النتائج الانتخابية غالبًا حسب اعترافات بعض النواب الذين أكدوا بأن سقوطهم كان بسبب موقف المهري ومنهم مبارك الدويلة وآخرون

### من مواقفه السياسية[36]
- دعمه للسيسي بعد سقوط مرسي.
- دعم جميع المرشحين لمجلس الأمة سواء أكانوا «شيعة أو سنة أو ليبرالية».
- وصفه للعمليات الإرهايية في الثمانينات في الكويت ومحاولة اغتيال أمير الكويت آنذاك الشيخ جابر الأحمد بـ«الأعمال الإرهابية الجبانة»[37][38]
- وقوفه مع موقف الملك عبد الله ضد التفرقة بين المسلمين

## الحياة العائلية[1]
علاقة المهري بزوجته «أم جعفر» علاقة متينة جدًّا، وقد تزوَّج بعمر الثامنة عشر من ابنة المحقق عبد العزيز الطبطبائي ، وهو ابن جواد الطبطبائي  مؤلف كتاب العروة الوثقى، وقد وُلد أول أبناؤه، جعفر، في عام 1971، تلاه 5 أولاد ذكور واثنين إناث، إلا أن ابنه الثاني قد توفِّي وهو في عمر العشرين. وفي السابع و العشرون من ديسمبر من عام ٢٠٢٤ قُتل ابنه الشهيد هاني الموسوي غدراً و ظلماً باقتحام بيته و امام عيني والدته ام جعفر . يقول واصفًا علاقته بزوجته عندما سُئل حول تعدِّد الزوجات: «...واحدة أغنتني عن كل النساء، ودائمًا أقول ما الحُبُّ إلا للحبيب الأوَّل»، كما يذكر أيضًا أنه دائمًا ما يحفظ أشعار الغزل ليُردِّدها على مسامعها، ولا يأكل الطعام إلا بوجودها قربه.
يصف المُهري والدته بـ«كثيرة النصح، كانت تعلمنا الدعاء وقراءة القرآن والأمور الدينية والأمور الاجتماعية» و«وكانت أبية النفس فما كانت تقبل أن يمن عليها أي أحد حتى أولادها».

## الوفاة
كان آخر خطاب للسيد المهري في أحد دواوين منطقة الرميثية حول تفجير مسجد الإمام الصادق، حيث ذكر كعادته الوحدة والأخوة الإسلامية بين السنة والشيعة. توفي في منزله الكائن في منطقة الجابرية يوم السبت 4 يوليو 2015 الموافق 17 رمضان 1436هـ بسبب إصابته بجلطة نتيجة ارتفاع في الضغط.

### التشييع والتأبين والدفان
شُيِّع محمد باقر في الكويت قبل نقل جثمانه بواسطة طائرة أميرية وتشييعه في مدينتي كربلاء والنجف في العراق ودفنه في مقبرة وادي السلام.
في مدينة النجف، كان تشييعه من مسجد الطوسي مرورًا بالروضة الحيدرية حيث صُلِّى عليه هناك بإمامة الشيخ محمد إسحاق الفياض وحضور الشيخ الدكتور همام حمودي وعدد غفير من المشايخ والحضور.

### ردود الفعل
نعى المهري المهري العديد من الأطياف المجتمع الشيعية والسنية والمسيحية، وذكر العديد من المعزِّين جهود المهري في نشر الوحدة والتسامح بين مُختلف فرق وطوائف المجتمع.

#### المحلية
- حضر في فاتحة المهري شخصيًّا كلٌّ من أمير الكويت الشيخ صباح الأحمد الجابر الصباح وولي العهد الشيخ نواف الأحمد الجابر الصباح ورئيس الوزراء الشيخ جابر المبارك الصباح ورئيس الوزراء السابق الشيخ ناصر المحمد الأحمد الصباح وعدد من الوزراء وأعضاء مجلس الأمَّة والشيوخ وشيوخ القبائل بالإضافة لـ«مئات» المواطنين والمقيمين.[46][47]
- أمر أمير دولة الكويت الشيخ صباح الأحمد الصباح بتوفير طائرة أميرية خاصة لنقل جثمان المهري إلى مدينة النجف لدفنه هناك.[23]
- عزَّى راعي الكنيسة القبطية الكويتية القمص بيجول الأنبا بيشوي بوفاة، قائلًا في برقية مواساة: «أعزي نفسي وإياكم في رحيل محمد باقر المهري، ذاكرين خصاله الحميدة ومواقفه النبيلة وشخصه المتميز»[48]
- كما عزاه جمع من أعضاء مجلس الأمة، منهم رئيس مجلس الأمة مرزوق الغانم الذي وصفه بـ«الرجل الفاضل والعالم الجليل»[49]، والعضو نبيل الفضل[50]

#### الدوليَّة
- عزَّى رئيس وزراء العراق السابق نوري المالكي بوفاة المهري، قائلًا: «هذا العالم الجليل كان من الرعيل الاول للمجاهدين ومارس دوره بشجاعة وصدق وكان من الوجوه المؤثرة ونصيرا للشعب العراقي ودعم المجاهدين.»...«المهري كان له مواقف شجاعة ضد البعث الصدامي فضلاً عن مواقفه ضد جميع الأفكار التكفيرية والمتطرفة».[51]
- عزَّى رئيس مجلس النواب العراقي الشيخ همام حمودي، قائلًا: «ان العالم المهري "رحمه الله"  كانت له مواقف شجاعة ضد البعث الصدامي ودعم ومساعدة الشعب العراقي ودعم المجاهدين فضلاً عن مواقفه ضد جميع الأفكار التكفيرية والمتشددة، كان آخرها البيان الذي اصدره عقب تفجير مسجد الإمام الصادق في الكويت حيث طالب فيه إلى معاقبة ومحاكمة رؤوساء الفتنة الطائفية وحذف المناهج التكفيرية في الكتب الدراسية الموجودة في معاهد ومدارس الكويت».[52]
- أعرب عمار الحكيم رئيس المجلس الأعلى الإسلامي العراقي عن بالغ حزنه ومواساته لرحيل العلامة محمد باقر المهري وكيل المرجعية الدينية العليا في دولة الكويت، قائلًا في برقيته: «الأمة خسرت علما من أعلامها» «لقد كان العلامة [المهري] ذلك العالم العامل والمخلص الواعي الذي قضى حياته الشريفة في خدمة عقيدته ووطنه وتميز بشخصية فاعلة ومؤثرة في بلده مع سجله المشرف في مقارعة الديكتاتورية الصدامية وتحمله المصاعب والمحن في سبيل ذلك» «...و إننا وإذ ننعاه  نستذكر فيه سمات المؤمنين الصالحين والمبلغين رسالات الله المخلصين، وعلماء الدين العاملين الذين نذروا حياتهم لخدمة رسالتهم الأصيلة»[53]
- عزى وزير التعليم العالي العراقي بوفاة المُهري، قائلًا: «السيد المهري كان مثالا حيا لتجسيد خط الاعتدال والوسطية والدعوة إلى الدين الإسلامي بالحكمة والموعظة الحسنة»[54]
- أرسل سفير الجمهورية الإسلامية الإيرانية في الكويت علي عنايتي برقية عزاء ومواساة بمناسبة وفاة محمد باقر المهري عبَّر فيها عن تعازيه.[55][56]
- عزَّت رابطة التبليغ الإسلامي في السويد برحيل المهري، قائلة: «ببالغ الحزن والأسى تلقينا نبأ رحيل حجة الإسلام السيد محمد باقر المهري قدس الله نفسه الزكية، هذه الشخصية البارزة والعاملة التي أدت دورها الرسالي والتقريبي على أفضل وجه، وقد بنت اجيالا من الدعاة والطلبة. واضافة إلى دورها التوعوي والتقريبي وخدمتها للمؤمنين والمحتاجين كانت حريصة على التصدي للفتن ومحاربتها...»[57]

#### العلماء
- عزَّى المرشد الأعلى للثورة الإسلاميَّة العُظمى المرجع سيد علي خامنئي الشيخ حسين المعتوق بوفاة محمد باقر المهري.[58][59][60]
- نعى المرجع الديني العُظمى محمود الهاشمي الشاهرودي خليفة المرشد الأعلى للثورة الإسلامية ورئيس الهيئة القضائية في إيران، وزميل المهري في الدراسة تحت يدي المرجع العُظمى محمد باقر الصدر، نعى بوفاة المهري قائلًا: «بمزيد الحزن والأسى تلقينا نبأ وفاة أخينا المجاهد حجّة الإسلام والمسلمين السيّد محمّد باقر المهري (قدس سرّه) الذي صرف عمره الشريف في خدمة الإسلام والمسلمين، وقد تربّى على يد اُستاذنا الإمام الشهيد الصدر (قدس سرّه)، وكان له ابناً بارّاً وفيّاً، سائراً على دربه، يحمل هموم الإسلام والاُمّة، وقد شارك طيلة حياته في الجهاد ضدّ أعداء الإسلام بفكره وقلمه ومنبره ومحرابه، فكان بحقّ من العلماء المجاهدين العاملين، وكان له الدور الكبير في نشر الفكر الواعي والدفاع عن الخط الاسلامي الأصيل، خط أهل البيت (عليهم السلام).

وقد تحمّل من أجل ذلك الكثير من المحن والمعاناة في زمن الحكم البعثي الغاشم على العراق، وطورد من قبل أزلامهم، واُدخل السجن بتحريض وتحريك منهم، ولكنّه بقي صامداً قوياً عزيزاً في مقارعته للظالمين والطغاة، اُسوةً بسيده واُستاذه الإمام الشهيد الصدر (قدس سره) حتى شاءت الإرادة الإلهية أن تنتهي حياته المباركة في هذا الشهر المبارك وهو يمارس دوره الرسالي في إرشاد الناس وتربيتهم وتعليمهم، فرحم الله سيدنا المهري، وحشره مع أجداده الطاهرين الأئمّة المعصومين (عليهم السلام) والشهداء والصديقين وحسن اُولئك رفيقاً.

 وألهم عائلته وإخوته وأبنائه وذويه الصبر والسلوان، إنّه غفور رحيم..».
- أرسل مكتب المرجع الديني صادق الحسيني الشيرازي برقية عزاء بمناسبة رحيل المهري، مما ذُكر فيها: «لقد قضى الفقيد السعيد حياته حافلةً بالنشاط الديني والعلمي والاجتماعي في العراق والخليج وغيرهما فخلّف آثاراً متنوعة كثيرة وعلى مختلف الأصعدة.»[62]
- أصدر الشيخ جعفر السبحاني بيانًا تأبينيًّا لرحيل العلامة محمد باقر المهري، مما قال فيها: «تلقينا ببالغ الاسى نبأ وفاة العلامة الحجة محمد باقر المهري رحمه الله سليل العلم والفضل.

وقد قضى عمره الشريف مرشداً وداعياً إلى الاخوة الاسلامية.»
- عزى الشيخ محسن الآراكي الأمين العامي للمجمع العالمي للتقريب بين المذاهب بوفاة المهري، قال فيها: «تلقينا ببالغ الحزن والاسى رحيل العلامة المجاهد السيد محمد باقر المهري، الرجل الذي قضى حياته مجاهدا في سبيل الله وداعياً إلى نهج رسوله واهل بيته الطاهرين والذي ابلي في هذا السبيل بلاءً حسناً وقد دعاه الله إلى جواره في شهر الله شهر المغفرة والرحمة...»[64]

## اقتباسات
| محمد باقر المهري | ...ليعلم الجميع ان جميع مراجع الدين العظام حرموا التعامل مع دويلة إسرائيل في جميع المجالات | محمد باقر المهري |